# Taurosz (filozófus)
Taurosz vagy latinosan Lucius Calvenus Taurus (1. század) görög filozófus
Athénben működött, a platonista filozófia követője volt. Tanította Héródész Attikoszt és Gelliust. Művei elvesztek.